# Borcrew Album
Borcrew Album – album kompilacyjny, na którym występują artyści związani z Borcrew oraz wytwórnią muzyczną B.O.R. Records. Wydawnictwo ukazało się 17 grudnia 2019 roku. Album został wydany w limitowanym nakładzie 30 000 sztuk do których był dołączony także mixtape.
Składanka w lutym 2021 roku uzyskała status platynowej płyty.

## Lista utworów
| Nr  | Tytuł utworu        | Wykonawca                                                      | Produkcja               | Długość |
| --- | ------------------- | -------------------------------------------------------------- | ----------------------- | ------- |
| 1.  | „Intro”             | DJ Taek • DJ Vazee                                             | DJ Vazee                | 1:22    |
| 2.  | „Serce na bloku”    | Gedz • Joda • Kobik • Lipa • Onek87 • Paluch • Sarius • Szpaku | Deckster                | 5:25    |
| 3.  | „TIRy”              | Paluch                                                         | Worek • Swizzy • Grvacy | 3:24    |
| 4.  | „Destruction Derby” | Gedz                                                           | Gedz                    | 3:18    |
| 5.  | „Koryto”            | Joda • Paluch • Sarius • Szpaku                                | Gedz                    | 3:31    |
| 6.  | „Ziom z papieru”    | Paluch • Sarius                                                | HVZX                    | 2:44    |
| 7.  | „LoL”               | Joda                                                           | Retron                  | 2:33    |
| 8.  | „Killoff”           | Paluch • Szpaku • Kobik • Gedz                                 | Julas • Gedz            | 3:22    |
| 9.  | „Dzieci burzy”      | Szpaku                                                         | Deckster                | 2:46    |
| 10. | „Jestem blisko”     | Paluch • Sarius                                                | CHINO AP                | 3:36    |
| 11. | „Kontakt”           | Kobik                                                          | Chris Carson            | 2:54    |
| 12. | „Zima”              | Paluch • Lipa                                                  | Worek                   | 3:05    |
| 13. | „998”               | Kobik • Joda • Lipa • Sarius                                   | Julas                   | 2:56    |
| 14. | „Szkoła życia”      | Gedz • Kobik • Joda                                            | Cidra • Gedz            | 3:15    |
| 15. | „Gniazdo”           | Gedz • Joda • Kobik • Lipa • Onek87 • Paluch • Sarius • Szpaku | Sokos                   | 4:43    |
|     |                     |                                                                |                         | 48:54   |

Mixtape
| Nr  | Tytuł utworu             | Wykonawca                                                                                     | Produkcja       | Długość |
| --- | ------------------------ | --------------------------------------------------------------------------------------------- | --------------- | ------- |
| 1.  | „Odbijam”                | Paluch • Szpaku                                                                               | Deckster • Kesz | 3:54    |
| 2.  | „Zło”                    | Oliver Olson                                                                                  | Gibbs           | 2:43    |
| 3.  | „H&F”                    | Onek87                                                                                        | Gedz            | 3:49    |
| 4.  | „Susza”                  | Paluch                                                                                        | Swizzy • Worek  | 3:48    |
| 5.  | „Cynk”                   | DMP                                                                                           | Foxs            | 3:28    |
| 6.  | „Nie czaisz nic”         | Paluch • Joda • Kobik                                                                         | Julas           | 3:35    |
| 7.  | „Deal”                   | Lipa                                                                                          | Dryja           | 3:42    |
| 8.  | „Jebać”                  | Karolek                                                                                       | Morte           | 3:19    |
| 9.  | „Nu pagadi”              | Gedz • Joda • Kobik                                                                           | 808Bros         | 2:57    |
| 10. | „Nowy klasyk”            | Joda • Dj Vazee                                                                               | LOAA            | 3:00    |
| 11. | „Pandemia”               | Sarius • Lipa • Kobik • Gedz                                                                  | Copik           | 3:25    |
| 12. | „Dual Shock”             | XXXPlaystation                                                                                | Worek           | 4:20    |
| 13. | „Serce na bloku” (Remix) | Szpaku • Onek87 • Paluch • Joda • Kobik • Lipa • Gedz • Sarius • DMP • Oliver Olson • Karolek | Deckster        |         |
| 14. | „Gniazdo” (Remix)        | Gedz • Sarius • Paluch • Kobik • Lipa • Joda • Onek87 • Szpaku • DMP • Oliver Olson • Karolek | Sokos           |         |
|     |                          |                                                                                               |                 | 42:00   |

## Listy sprzedaży
| Lista | Kraj   | Pozycja |
| ----- | ------ | ------- |
| OLiS  | Polska | 1       |